# Orville (Orne)
Orville és un municipi francès situat al departament de l'Orne i a la regió de Normandia. L'any 2007 tenia 97 habitants.

## Demografia

### Població
El 2007 la població de fet d'Orville era de 97 persones. Hi havia 40 famílies de les quals 12 eren unipersonals (12 homes vivint sols), 8 parelles sense fills, 16 parelles amb fills i 4 famílies monoparentals amb fills.
La població ha evolucionat segons el següent gràfic:
Habitants censats

### Habitatges
El 2007 hi havia 57 habitatges, 40 eren l'habitatge principal de la família i 17 eren segones residències. Tots els 57 habitatges eren cases. Dels 40 habitatges principals, 33 estaven ocupats pels seus propietaris, 6 estaven llogats i ocupats pels llogaters i 1 estava cedit a títol gratuït; 1 tenia dues cambres, 6 en tenien tres, 9 en tenien quatre i 24 en tenien cinc o més. 33 habitatges disposaven pel capbaix d'una plaça de pàrquing. A 22 habitatges hi havia un automòbil i a 14 n'hi havia dos o més.

### Piràmide de població
La piràmide de població per edats i sexe el 2009 era:
| Homes | Edats   | Dones |
| ----- | ------- | ----- |
| 0     | 95 o +  | 0     |
| 0     | 90 a 94 | 0     |
| 0     | 85 a 89 | 0     |
| 1     | 80 a 84 | 2     |
| 2     | 75 a 79 | 3     |
| 3     | 70 a 74 | 2     |
| 7     | 65 a 69 | 4     |
| 3     | 60 a 64 | 8     |
| 1     | 55 a 59 | 2     |
| 1     | 50 a 54 | 1     |
| 2     | 45 a 49 | 1     |
| 2     | 40 a 44 | 1     |
| 4     | 35 a 39 | 1     |
| 5     | 30 a 34 | 6     |
| 5     | 25 a 29 | 0     |
| 0     | 20 a 24 | 1     |
| 1     | 15 a 19 | 2     |
| 2     | 10 a 14 | 2     |
| 2     | 5 a 9   | 1     |
| 2     | 0 a 4   | 1     |

## Economia
El 2007 la població en edat de treballar era de 50 persones, 39 eren actives i 11 eren inactives. De les 39 persones actives 36 estaven ocupades (21 homes i 15 dones) i 3 estaven aturades (2 homes i 1 dona). De les 11 persones inactives 6 estaven jubilades, 3 estaven estudiant i 2 estaven classificades com a «altres inactius».
Activitats econòmiques
Dels 2 establiments que hi havia el 2007, 1 era d'una empresa extractiva i 1 d'una empresa de construcció.
L'únic servei als particulars que hi havia el 2009 era un paleta.
L'any 2000 a Orville hi havia 14 explotacions agrícoles que ocupaven un total de 492 hectàrees.

## Poblacions més properes
El següent diagrama mostra les poblacions més properes.